# Artur Bodanzky
Artur Bodanzky (Vienna, 16 dicembre 1877 – New York, 23 novembre 1939) è stato un direttore d'orchestra austriaco naturalizzato statunitense.

## Biografia
Ha studiato violino e composizione con Alexander Zemlinskij.
Nel 1904 dirige La chauve-souris (Die Fledermaus) al Théâtre des Variétés di Parigi.
Dal 1909 al 1915 dirige il Nationaltheater Mannheim.
Nel 1914 dirige Parsifal (opera) al Royal Opera House, Covent Garden di Londra.
Al Metropolitan Opera House di New York debutta nel novembre 1915 dirigendo Il crepuscolo degli dei con Margarete Matzenauer seguito da Der Rosenkavalier, Parsifal, Lohengrin con la Matzenauer, Tristan und Isolde con la Matzenauer, Die Zauberflöte e Die Walküre con la Matzenauer, nel 1916 Die Meistersinger von Nürnberg, Sigfrido (opera), Das Rheingold con la Matzenauer, Der Widerspänstigen Zähmung di Hermann Goetz, Iphigénie en Tauride e Fidelio, nel 1917 Le nozze di Figaro con Giuseppe De Luca (baritono), Adamo Didur, la Matzenauer e Geraldine Farrar, la prima assoluta di The Canterbury Pilgrims di Reginald De Koven, Martha (opera) con Enrico Caruso, Flora Perini e De Luca ed Il principe Igor' con Pasquale Amato, Frances Alda, Didur, la Perini, Angelo Badà, Minnie Egener e Rosina Galli, nel 1918 Die Legende von der Heiligen Elisabeth di Franz Liszt con la Matzenauer, Le prophète con Caruso, Claudia Muzio, la Matzenauer, Didur e la Galli ed Oberon (opera) con Rosa Ponselle e Giovanni Martinelli (tenore), nel 1919 La Juive con la Ponselle, Caruso e la Galli, nel 1920 Il gallo d'oro con Didur e la Galli ed Evgenij Onegin con De Luca, la Muzio, Martinelli, Didur, la Perini e Badà, nel 1921 The Polish Jew di Karel Weis e Die tote Stadt con Maria Jeritza, nel 1922 La fanciulla delle nevi con Lucrezia Bori e Così fan tutte con De Luca, la Bori e Didur, nel 1923 Tannhäuser (opera) con la Jeritza e la Matzenauer, Mona Lisa di Max von Schillings e L'africana con la Ponselle, Beniamino Gigli, Giuseppe Danise e Didur, nel 1924 Der Freischütz con Elisabeth Rethberg e la Galli e Jenůfa con la Jeritza e la Matzenauer, nel 1925 Der Barbier von Bagdad di Peter Cornelius con la Rethberg, nel 1926 La sposa venduta, nel 1927 Violanta di Erich Wolfgang Korngold con la Jeritza e Badà, Hänsel e Gretel (opera), nel 1928 Die ägyptische Helena con la Jeritza, nel 1929 Jonny Spielt Auf di Ernst Křenek, nel 1930 Der Fliegende Holländer con la Jeritza e nel 1931 Boccaccio (operetta) con la Jeritza e Schwanda, the Bagpiper di Jaromír Weinberger, nel 1932 Donna Juanita di Franz von Suppé con la Jeritza ed Elettra (Strauss), nel 1934 Salomè (opera) con Max Lorenz (cantante) e nel 1938 Orfeo ed Euridice (Gluck) con Kerstin Thorborg dirigendo per il Metropolitan fino al 1939 in 1095 recite.

## Discografia
- Wagner: Tristan und Isolde - Kirsten Flagstad/Lauritz Melchior/Friedrich Schorr/Ludwig Hofmann/Karin Branzell/Arnold Gabor/Metropolitan Opera Chorus & Orchestra/Artur Bodanzky/Hans Clemens/James Wolfe, West Hill Radio Archives
- Wagner: Das Rheingold - Artur Bodanzky/Friedrich Schorr/Rene MaisonEduard Habich/Metropolitan Opera Chorus & Orchestra, 1937 Naxos
- Wagner: Gotterdammerung - Artur Bodanzky/Metropolitan Opera Orchestra & Chorus/Eduard Habich/Marjorie Lawrence/Dorothee Manski/Lauritz Melchior/Friedrich Schorr/Ludwig Hofmann, Naxos
- Wagner: Siegfried - Kirsten Flagstad/Lauritz Melchior, Naxos